# Feuersetzen

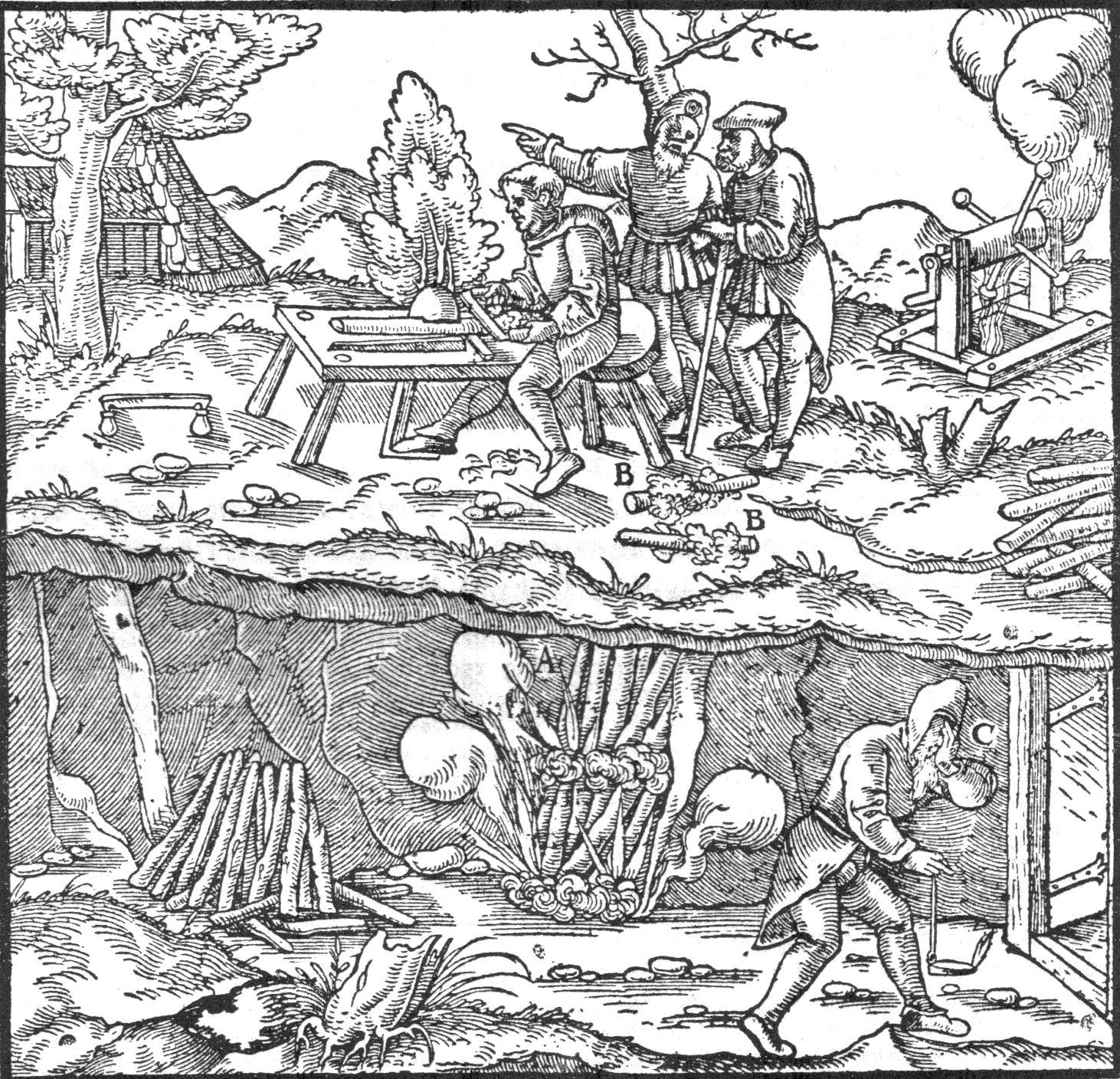
Darstellung des Feuersetzens in Georgius Agricolas De Re Metallica (1556)

Das Feuersetzen ist eine der ältesten Techniken, die im Bergbau zum Abbau von sehr festem Gestein angewendet wurde. Die Technik wurde in vielen Bergbauregionen vom Altertum bis ins neunzehnte Jahrhundert benutzt. Das Feuersetzen war bis zur Einführung des Schießens die einzige Technik, die den Bergleuten zur Verfügung stand, um die Arbeit mit Schlägel und Eisen im harten Gestein zu erleichtern. Ab der Mitte des 19. Jahrhunderts wurde diese Technik nur noch sehr selten und dann auch nur bei sehr harten Gesteinen angewendet. Insbesondere wurde das Feuersetzen zu dieser Zeit noch in den Regionen angewendet, in denen das erforderliche Brennholz noch preiswert zu erhalten war. Die Technik des Feuersetzens wurde angewendet, um Gestein aufzulockern oder zu sprengen, damit das Mineral anschließend mittels Schlägel und Eisen hereingewonnen werden konnte. Dabei wurde das Gestein mittels Feuer erhitzt und anschließend teilweise mit Flüssigkeit abgekühlt. Obwohl die Technik bereits viele Jahrhunderte bekannt und angewendet worden war, wurde sie erstmals im 16. Jahrhundert durch Georgius Agricola und später im 17. und 18. Jahrhundert detailliert beschrieben.

## Grundlagen
Um eine Felswand zu bearbeiten, setzt der Bergmann, je nach Festigkeit des Gesteins, unterschiedliche Techniken und Werkzeuge ein. Dabei wird die Felswand zunächst gezielt an einer Stelle intensiv bearbeitet, um dort eine Schwachstelle zu erstellen, von der aus man leichter den restlichen Querschnitt weiter bearbeiten kann. Bei der als Feuersetzen bezeichneten Methode erfolgt das Zersprengen der Steine mittels Feuer. Vom Prinzip her gilt das Feuersetzen auch als eine Art der Sprengarbeit. Diese Klassifizierung hat ihren Grund im allgemeinen Sprachgebrauch, da dort Sprengen so viel wie gewaltsames Lockern oder Zerstören bedeutet. Früher wurde das Feuersetzen oftmals mit der Schießarbeit verwechselt. Beim Feuersetzen wird die Felswand gezielt nur an einer Stelle erhitzt und man versucht, den Rest des Felsens kalt zu lassen. Dabei nutzt man das unterschiedliche Ausdehnungsverhalten von erhitztem Gestein gegenüber kaltem Gestein aus. Aufgrund der unterschiedlichen Temperaturen entstehen im Gestein ungleiche Spannungen, die letztendlich dazu führen, dass der Stein stellenweise reißt. Dadurch platzen Teile der Gesteinsoberfläche ab oder das Gestein wird rissig. Befindet sich im erhitzten Gestein auch noch Schwefel, so verflüchtigt sich dieser Schwefel durch das Erhitzen und die entweichenden Dämpfe unterstützen das Sprengen des Gesteins. Feuchtigkeit, die sich in zum Teil bereits vorhandenen geschlossenen Klüften befindet, wandelt sich durch die Hitze in Wasserdampf um, der sich ausdehnt und dadurch das Gestein unter zusätzliche Spannung setzt und somit die Sprengwirkung unterstützt.

## Geschichte

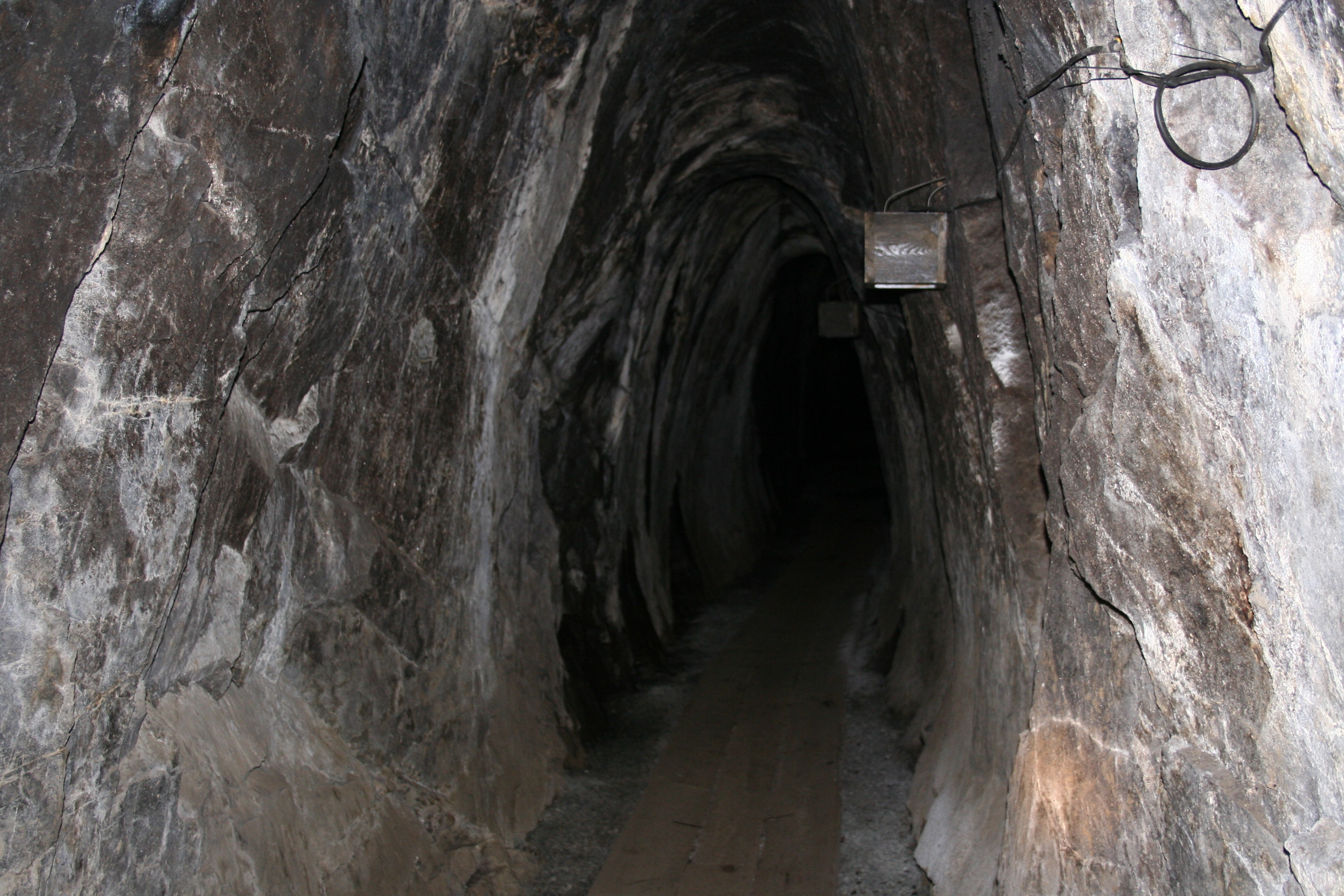
Mit Feuersetzen gebauter Stollen in Norwegen (Blaufarbenwerk Modum)

Die Anfänge des Feuersetzens reichen bis in die Steinzeit zurück. So wurde diese Technik bereits vereinzelt beim Silexbergbau angewendet. Es wurden Spuren im Feuersteinbergwerk Mur-de-Barrez in Frankreich gefunden, die daraufhin deuten, dass hier Feuersetzen zum Hereingewinnen großer Feuersteinstücke angewendet worden war. In der Bibel wird die Methode an einigen Stellen (z. B. Hi 28 , und Jer 23,29 ) genannt. Auch die Römer benutzten diese Methode der Gebirgsbearbeitung. Anschließend besprengten sie nach dem Erhitzen den heißen Stein mit Essig. Gemäß einer Beschreibung von Diodorus Siculus war das Feuersetzen auch in den Goldbergwerken des alten Ägyptens üblich. Plinius erwähnte in seinen Werken, dass diese Methode von den Römern angewendet wurde. Gemäß Livius benutzte Hannibal diese Methode bei der Überquerung der Alpen.
Im späten Mittelalter wurde die Feuersetzung für den Abbau von Blei genutzt. Beispielhaft sei hier das Gurgltal im Tiroler Oberland genannt, in dem heute das Freilichtmuseum Knappenwelt Gurgltal Einblicke in diese Epoche des Bergbaus gibt. Seit dem 14. Jahrhundert wurde die Methode von Brunnenbauern zur Erstellung von Brunnen im Felsen angewendet. Im Mansfelder Schieferbergbau wurde die Methode in den Jahren 1720 bis 1730 zum Hereinbrechen von unterschrämtem Schiefer genutzt. Ihren Höhepunkt hatte die Methode beim Kupferbergbau. Im Harzer Bergrevier wurde das Feuersetzen beim Abbau des massiven Lagererzes im Rammelsberg bis zum Ende der 1870er Jahre als Gewinnungsverfahren eingesetzt. In den österreichischen Bergrevieren wurde das Feuersetzen in der zweiten Hälfte des 19. Jahrhunderts des Öfteren in Kombination mit der Schießarbeit beim Stollenbau angewendet. Aufgrund der allmählich entstehenden Holzknappheit in einigen Regionen, wurde das Feuersetzen ab dem 18. Jahrhundert in einigen Bergrevieren sukzessive durch das Schießen verdrängt. In einigen Ländern Asiens, Afrikas und Lateinamerikas wird das Feuersetzen auch noch im 21. Jahrhundert beim Kleinbergbau angewendet.

## Die Methode

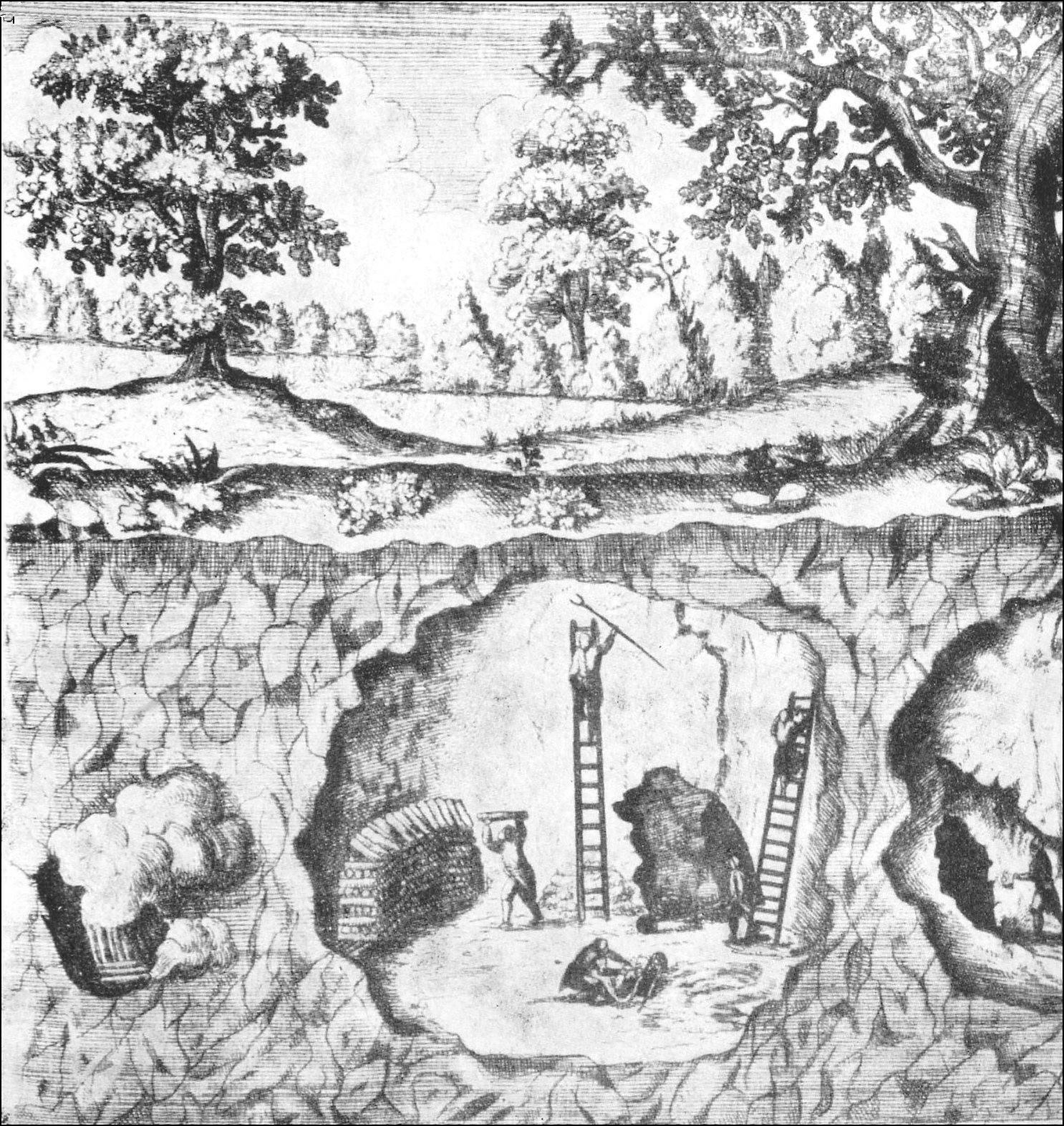
Balthasar Rösler: Feuersetzen im Zinnbergbau (1700)

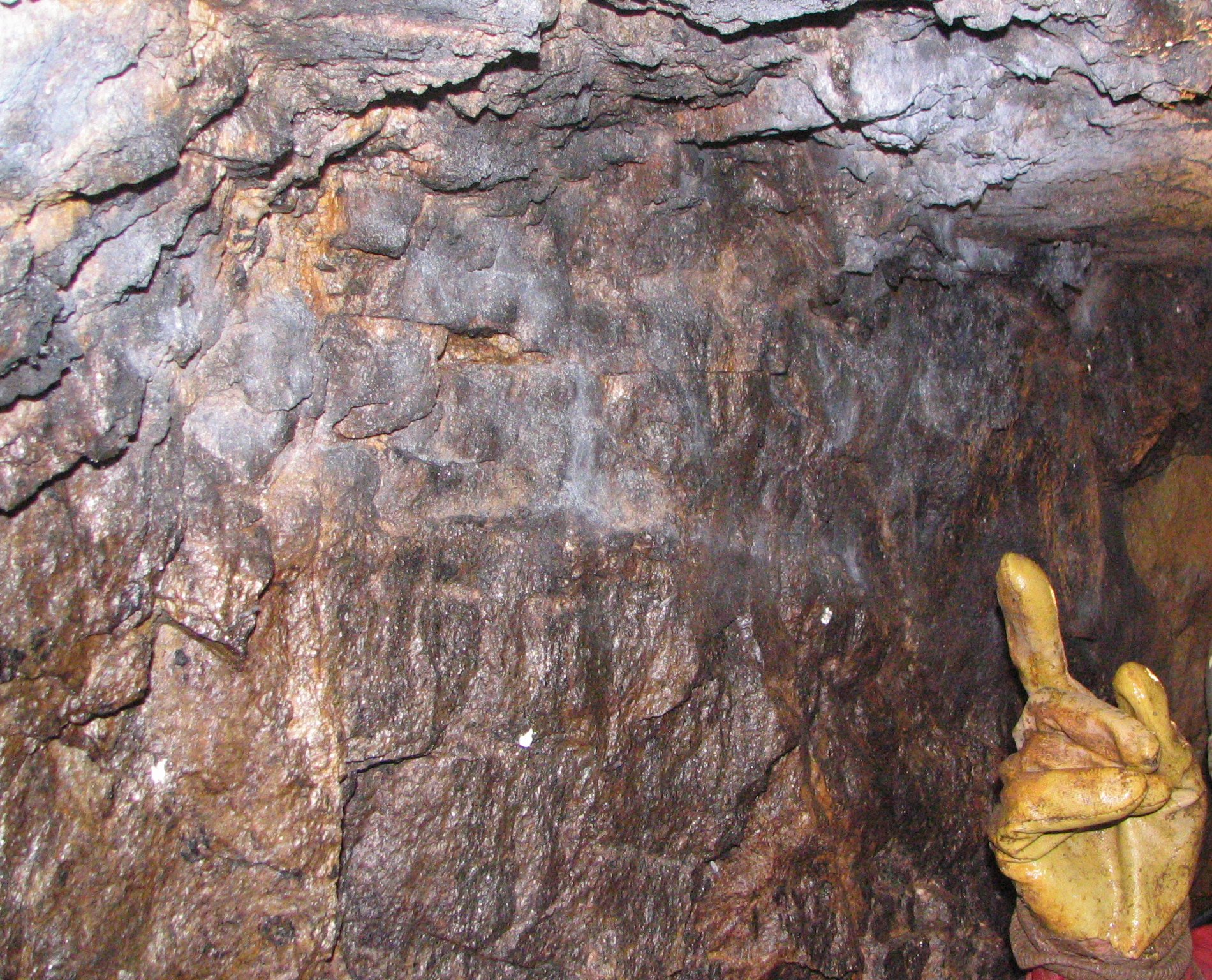
Feuergesetzter Stollen mit überkrusteten Brandniederschlägen, 12.–13. Jahrhundert

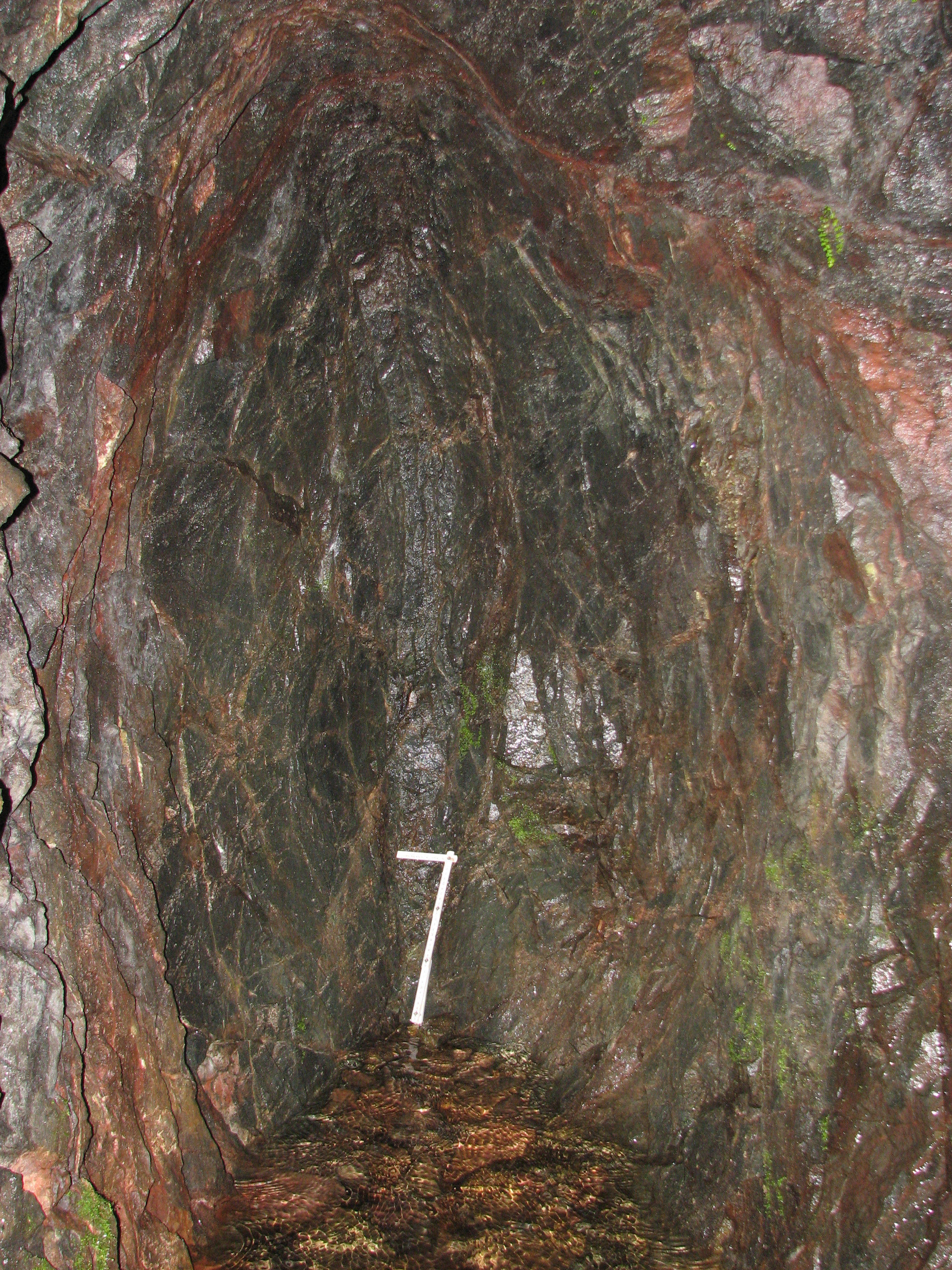
Ortsbrust eines feuergesetzten Stollens, 16.–17. Jahrhundert

Damit ein Abbauort mittels Feuersetzens bearbeitet werden konnte, wurde vor Ort Schichtholz oder Stoßholz aufgeschichtet und angezündet. Die Stelle, an der das Holz aufgeschichtet wurde, bezeichneten die Bergleute als Brennort oder Setzort. Der Vorgang des Holzaufschichtens und Abbrennens musste teilweise mehrmals wiederholt werden. Aufgrund der durch das Erhitzen im Gestein entstehenden thermischen Spannungen wird dieses mürbe und rissig. Mit gezielten starken Hammerschlägen versuchte man, die Wirkung der Rissbildung zu verstärken. Teilweise werden die erhitzten Stellen mit Wasser oder Essig bespritzt, um den Effekt durch starke Abkühlung zu verstärken (Thermoschock). Nach dem Abkühlen können dann die aufgelockerten Steinplatten mittels Keilhaue oder Schlägel und Eisen abgelöst werden. Gesteinsplatten, die sich an der Firste gelockert haben, werden mittels Brechstangen heruntergebrochen. Dadurch konnte eine verhältnismäßig große Menge an Mineral gewonnen werden. Nachteilig ist der große Verbrauch an Holz, deshalb wurde diese Methode überwiegend in holzreichen Gegenden angewendet. Außerdem lassen sich durch diese Methode keine großen Felsstücke ablösen, sondern nur einzelne Schalen.

### Voraussetzungen
Das Feuersetzen ist nicht für jede Art von Gestein und nicht für jede Erzart geeignet. Eine Voraussetzung für den Einsatz dieser Methode ist die Festigkeit des Gesteins, denn bei schon stark zerklüftetem Gestein ist das Feuersetzen nicht erforderlich, da hier das Schlägeln ausreichend ist. Zudem ist das Feuersetzen bei diesen Gesteinen wirkungslos, da das Gestein sich nur ausdehnt und nicht aufgrund der durch die Hitze erzeugten inneren Spannungen zersprengt wird. Gut geeignet war das Feuersetzen für hartes Gestein, das der Abspritzung oder dem Abbrechen widerstand. Besonders geeignet für die Bearbeitung mittels Feuersetzen ist Gestein mit körniger Textur, das sich gut schält, wie z. B. alle schiefrigen Gesteinsarten. Aber auch Granit und Grauwacke lassen sich damit bearbeiten. Gut geeignete Erzarten für das Feuersetzen sind Zinn und Magneteisenstein. Diese Erze werden durch das Feuersetzen geröstet und lassen sich anschließend besser verhütten, da zusätzliches Rösten (um den Arsenkiesgehalt zu senken) dann nicht mehr nötig ist. Sehr nasses Gestein lässt sich mittels Feuersetzen schlecht bearbeiten, da das Feuer zunächst den Stein trocknen muss und somit an Wirkung verliert. Erze mit niedrigem Schmelzpunkt waren für das Feuersetzen ebenso ungeeignet wie Lagerstätten, bei denen sich die Erze durch Feuer verflüchtigen. Absolut ungeeignet sind Lagerstätten mit einem hohen Anteil an Quecksilber. Auch arsenikhaltige Silbererze, Bleiglanz und Kupfer- oder Schwefelkies werden durch das Feuersetzen nachteilig beeinflusst.

### Brennmaterialien
Als Brennmaterial diente in erster Linie, aufgrund seiner schnellen Hitzeentwicklung, Holz. Damit eine rasch auflodernde Flamme entstand, wurde das Holz in Scheite zerteilt. Zudem war diese Form der Holzanwendung auch sparsamer als die Verwendung von ganzen Holzstämmen. In einigen Bergrevieren wurde versuchsweise auch Torf als Brennmaterial angewendet. Diese Versuche brachten aber nicht die erhofften Erfolge. Der Grund lag in der ungenügenden Hitzeentwicklung des Torfes. Auch der Versuch, Knüppelholz als Brennmaterial zu verwenden, brachte nicht den gewünschten Erfolg. In den französischen Gruben von Challanges wurde als Brennmaterial Steinkohle verwendet. In einigen Gruben wurde versuchsweise Braunkohle als Feuerungsmaterial eingesetzt, was jedoch auch keine guten Ergebnisse brachte. Auf der Grube St. Christoph in Sachsen wurden auch Versuche mit Koks als Brennmaterial durchgeführt. Holz wurde besonders in den Bergbauregionen eingesetzt, in denen das Holz sehr kostengünstig zu erwerben war. So wurde es z. B. im holzreichen Harz bevorzugt angewendet. Dadurch war das Feuersetzen in diesen Regionen um zwei Drittel billiger als Bohren und Schießen. Allerdings wurde für das Feuersetzen sehr viel Holz benötigt und verbraucht. Für das Hereingewinnen von einem Kubiklachter Gestein benötigte man, je nach Festigkeit und Beschaffenheit des Gesteins, bis zu 18 Klafter weiches Holz mit einer Stärke von bis zu 1,75 Ellen.

### Feuerungstechniken
Um das Feuersetzen zu optimieren, bediente man sich verschiedenster Techniken. In einigen Gruben wurde getrocknetes und zerspaltenes Grubenholz, sogenanntes Tenn, angezündet. In anderen Gruben verwendete man trockene Hölzer, die man zuvor entsprechend bearbeitet hatte und die der Bergmann Bart nannte, angezündet. Mit diesen Bärten konnte man das Feuer zwischen mehreren Stößen weiterleiten. Durch gezielte Manipulation wurde die Flamme auf das feste Gestein gelenkt. Dabei war die Wirkrichtung des Feuers und die Intensität des Brandes sehr wichtig. Um dieses zu optimieren, wurde das Holz so geschichtet, dass es rechtwinklig auf dem Stoß steht, auf den das Feuer wirken sollte. Dabei musste die Größe des Feuers an die Beschaffenheit des Gesteins angepasst werden. Sollten bestimmte Stellen nicht vom Feuer erhitzt werden, mussten sie vor dem Feuer geschützt werden. Hierfür wurde das Feuer an diesen Stellen durch Altholz aus den Bruchorten oder durch Berge abgedeckt. Im Harzer Bergbau wurde als Brennmaterial trockenes harzreiches Holz verwendet, da sich dieses Holz schnell entzündet und lange mit einer kräftigen Flamme brennt. Außerdem wurden Bündel von leichtem Strauch- und Astwerk und harzreiches Stockholz verwendet.
Vor Ortsstößen von Stollen, die vorangetrieben werden sollten, wurden unterschiedlich platzierte kleine Feuer angelegt, die speziell geschichtet wurden. Um einen guten Luftzug zu erhalten, wurden neue Holzscheite im unteren Teil des geplanten Feuers auf spezielle, am zu bearbeitenden Stoss geschichtete Holzscheite abgelegt. Man verwendete beim Feuersetzen drei verschiedene Arten, um das Feuer auf das Gestein einwirken zu lassen, den Firstenbrand, den Seitenbrand und den Sohlenbrand. Der Firstenbrand ist von allen drei Methoden die Methode, die am häufigsten verwendet wurde. Dies lag daran, dass diese am einfachsten auszuführen ist und sie den besten Erfolg liefert. Der Sohlenbrand ist die Methode, die am seltensten angewendet wurde. Dies liegt daran, dass bei dieser Methode die Wirkung nur sehr schlecht ist.
Beim Firstenbrand (Förstenbrand) werden die Holzscheite hohl gelegt, dabei werden die Scheite in sich kreuzenden Lagen so geschichtet, dass ein viereckiger Haufen entsteht. Dieser Haufen wird von den Bergleuten als Schrage oder Schranke bezeichnet. Bei den unteren Lagen werden die Holzscheite mit einem größeren Abstand und bei den oberen Lagen dicht zusammengelegt. Der Zwischenraum zwischen Sohle und Schrank wurde mit Holzspänen ausgefüllt. Die Schragen müssen bis zur Firste reichen, man kann auch mehrere Schragen mit einem Meter Höhe nebeneinander stapeln. Dadurch ist es möglich, die Firste über eine größere Fläche anzugreifen. Beim Seitenbrand werden zwei Holzscheite rechtwinklig zum Stoß gelegt. Darüber werden kreuzweise bis zu vier Schichten von sich kreuzenden Holzscheiten gestapelt. Zwischen den Scheiten jeder Lage lässt man einen Zwischenraum von 52 bis 104 Millimeter. Oben auf den Holzstapel werden einige Reihen Holzscheite hochkant schräg zum Stoß gestellt. Nachteilig war beim Seitenbrand, dass sie nicht genügend Hitze im Sohlenbereich erzeugten und dadurch die dort anstehenden Erze nicht genügend erreichten. Oftmals wird ein spezieller Ofen, die Prägelkatze, zur Hilfe zu genommen. Die Prägelkatze wird mit der schmalen Seite an den zu bearbeitenden Stoß gestellt und mit Holzscheiten, von 470 bis 628 mm Länge und 39 bis 52 mm Stärke, belegt und angezündet. Der Wetterzug treibt die Flammen gegen den Stoß. Der Sohlenbrand ist von den drei Brandarten der unzweckmässigste. Er wurde mitunter beim Schachtabteufen angewendet. Allerdings ging man auch hierbei oftmals so vor, dass man zunächst seitlich kleine Weitungen erzeugte, die man dann mittels Seitenbrand weiter bearbeitete. Für das Feuer werden niedrige Schragen verwendet. Soweit es aufgrund des geringen Wetterzuges möglich ist, werden die Schragen an den Seiten und oben mit Bergen bedeckt.

### Feuerungszeiten
Da die Bergleute in den Gruben bedingt durch den Qualm nicht arbeiten konnten, wurde in einigen Bergbauregionen das Feuersetzen nur am Wochenende durchgeführt. Zunächst wurden im Laufe der Woche an den jeweiligen Vortriebsstellen die Hölzer zu Holzschragen aufgeschichtet. Am Samstag fuhr der Feuermeister mit seinen Gehilfen über den Wetterschacht an, um das Feuersetzen einzuleiten. Hierfür wurde damit begonnen, die einzelnen Holzschragen in Brand zu setzen. Dazu wurden zunächst die Feuerungsstellen auf den oberen Sohlen entzündet und anschließend die Feuerungsstellen auf den unteren Sohlen. Diese Reihenfolge war erforderlich, damit die Bergleute nicht im Qualm der unteren Feuer arbeiten mussten. Begonnen wurde Samstags morgens um 4 Uhr und am Samstagnachmittag brannten alle Feuer. Außer den Feuerwärtern durfte sich während dieser Zeit niemand anderes in der Grube aufhalten.
Durch die Feuereinwirkung entstand, je nach Lagerstätte, teilweise schwefel- und arsenikhaltiger Rauch, der nach Möglichkeit vermieden werden sollte. Die Feuer waren in der Regel so angelegt und bemessen, dass die Bergleute Montags wieder zur Frühschicht in die Grube einfahren konnten und die Erze losschlagen konnten. Feuer, die am Montagmorgen noch glimmten, wurden von den Feuerwärtern gelöscht. Kam es vor, dass einige Holzstöße nicht genügend gebrannt hatten, wurden diese erneut angezündet und brannten dann bis zum Dienstag. Dadurch verzögerte sich die Einfahrt der Bergleute um einen Tag.

### Öfen
In einigen Bergbauregionen wurde ein spezieller Ofen, die sogenannte Prägelkatze, verwendet. Dieser Ofen bestand aus eisernen Stangen und zwei kürzeren und zwei höheren Füßen. Die Füße waren durch vier Eisenstäbe verbunden. Das gesamte Gestell wurde von außen und von oben mit starken Blechplatten belegt. Dadurch entstand ein eisernes Gestell mit einer Länge von 2,5 Fuß. Vorne war die Prägelkatze 1,5 Fuß breit und einen Fuß hoch, hinten 2,5 Fuß breit und 1,5 Fuß hoch. Durch die Bauweise hatte die Prägelkatze die Form eines abgestumpften, pyramidalen Kastens. Die Prägelkatze hatte die Aufgabe, das geschürte Feuer zusammenzuhalten und die Flammen durch gezielte Luftströmung von vorne auf einen Punkt zu konzentrieren.
Das Feuer wurde mittels Gabeln oder Forken und mit Rennstangen bearbeitet. Dabei diente die zweizackige Gabel dazu, das Feuer aus sicherer Entfernung zu unterhalten. Hierfür war sie mit einem langen Stiel versehen. Außerdem wurden mit der Forke lose Gesteinsplatten heruntergeholt, damit sie nicht auf die Prägelkatze fielen. Die Stoß- und Rennstangen waren einfache lange Stangen mit einer eisernen Spitze oder einem Haken oder Meißel. Die Rennstangen dienten ebenfalls dazu, loses Gestein abzubrechen. Als sogenanntes Hülfsgezäh (Hilfsgezähe) wurden Brechstangen, Kratzen, Keilhauen sowie Schlägel und Eisen verwendet. Voraussetzung für diese Art der gezielten Feuerung war ein Grubengebäude, das ausreichend bewettert wurde.
Eine modifizierte Version eines Ofens für das Feuersetzen wurde in der zweiten Hälfte des 19. Jahrhunderts von Hugon entwickelt. Vor dem Brennofen wird ein Ventilator aufgestellt. Der Ofen ist auf Rollen gesetzt und kann auf Schienen hin und her bewegt werden. Durch eine Tür wird dem Ofen das Brennmaterial zugefügt. Der Ofen wird mit trockenen Holzspänen angefeuert und anschließend mit Steinkohle oder Koks weiter befeuert. Das Feuer wird durch eine Öffnung im vorderen Bereich durch den Ventilator mit Verbrennungsluft versorgt. Dieser Ofen wurde in Frankreich beim Streckenvortrieb eingesetzt. Das Feuer wird durch eine Öffnung, die sich an der Rückseite des Ofens befindet, gezielt wie bei einer großen Lötrohrspitze auf den Stoß gelenkt.

## Sicherheitsprobleme und negative Auswirkungen
Sicherheitsprobleme ergeben sich in erster Linie durch die starke Rauchfreisetzung des Feuers. Insbesondere in Bergwerken, in denen nur minimaler Wetterzug herrscht, macht sich der zusätzliche Sauerstoffverbrauch bemerkbar. Zusätzlich werden Gase freigesetzt, insbesondere Kohlenmonoxid und Kohlendioxid, welches sich dann in den Wettern befindet. Zudem kann es unter bestimmten Voraussetzungen durch die Hitzeeinwirkungen zur Verflüchtigung von Schwefel oder Arsenik aus dem Gestein kommen, die die Atemluft noch weiter verschlechtern. Je nach Beschaffenheit des Holzes kommt es zu starker Rauchentwicklung im gesamten Grubengebäude. Bedingt dadurch waren die Stollen unbegehbar, was dazu führte, dass die Bergleute mit dem Einfahren warten mussten, bis sich der Rauch verzogen hatte. Daher durfte bei benachbarten Gruben nur in Absprache mit dem benachbarten Grubenbesitzer und mit Genehmigung des Bergmeisters Feuer gesetzt werden.
Ein großes Problem war daher allgemein die Abwetterung des beim Feuersetzen entstehenden Rauches. Um die mit Rauchgasen versetzten Abwetter schnellstmöglich aus dem Grubengebäude zu entfernen, war ein ausgeklügeltes System von Wetterörtern, Wetterschlägen und Wetterschächten erforderlich. Ein weiteres Problem bei dieser Methode war die große Sauerstoffzehrung durch die angelegten Feuer, aus diesem Grund wurde die Methode oftmals nur in größeren Grubenbauen angewendet. Durch das Feuersetzen entstand örtlich begrenzt eine große Wärmeentwicklung. Durch diese große Hitze, die auch nach dem Abbrennen noch nachwirkte, kam es zu Beeinträchtigungen der dort arbeitenden Bergleute. Gefährlich war auch das unberechenbare Abbrechen von losgelösten Gesteinplatten. Diese Platten stürzten plötzlich herein und konnten die dort arbeitenden Bergleute verletzen.